# Forsstroemia thomsonii
Forsstroemia thomsonii là một loài Rêu trong họ Leucodontaceae. Loài này được (Mitt.) W.R. Buck mô tả khoa học đầu tiên năm 1980.